# Rio Sótão
O Rio Sótão é um rio proveniente da Serra da Lousã, passa pela povoação de Ponte do Sótão, freguesia e concelho de Góis, e junta-se ao rio Ceira na Epigenia do Ceira, conhecido também como Cabril do Ceira, na freguesia de Vila Nova do Ceira.
Também são utilizados os nomes alternativos Rio Sotão e especialmente Rio Sotam.